# Trachimbrod
Koordinaten: 50° 56′ 26,2″ N, 25° 43′ 45,1″ O

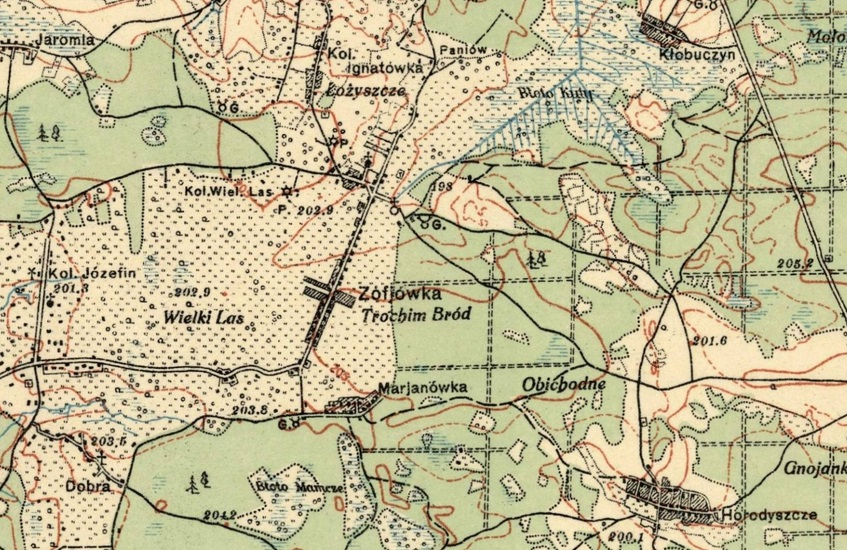
Trachimbrod (Zofjówka) auf einer Karte

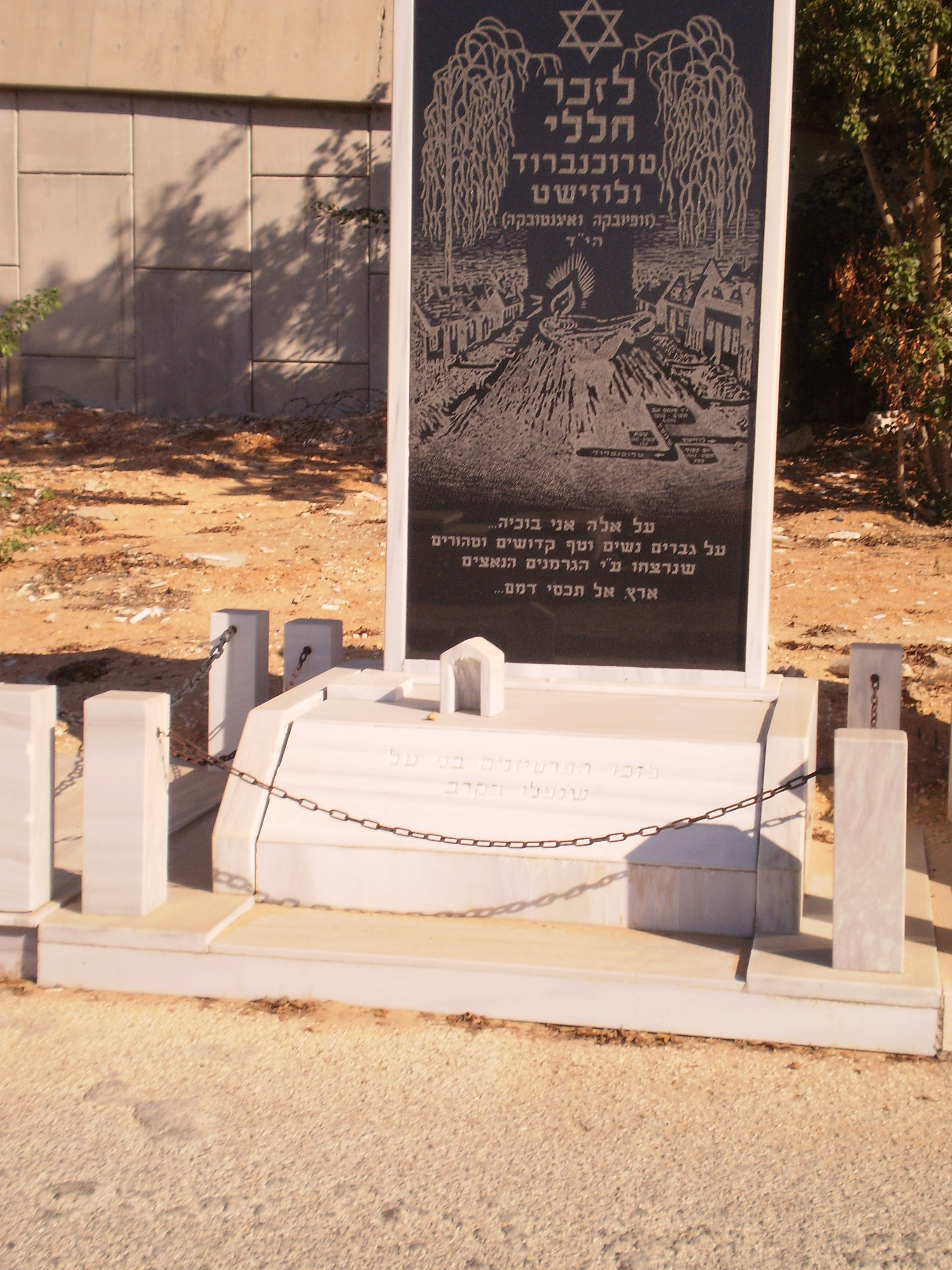
Holocaust-Denkmal der Juden von Trachimbrod in Cholon

Trachimbrod oder Trochenbrod, polnisch Zofiówka, ukrainisch Трохимбрід, war ein jüdisches Schtetl in der heutigen Ukraine, damals Polen, etwa 30 km nordöstlich von Luzk in der Oblast Wolyn, Rajon Luzk, die nächstgelegenen ukrainischen Orte sind Jaromel (Яромель) und Klubotschyn (Клубочин).

## Geschichte
Trochenbrod wurde 1835 gegründet und war ursprünglich eine bäuerliche Siedlung, die zu einer kleinen Stadt heranwuchs. Die Bevölkerung wuchs von ca. 1200 (235 Familien) 1889 auf 1580 im Jahre 1897.
Als die deutschen Wehrmacht Polen besetzten, etablierten die eingesetzten Verwaltungsbehörden ein Ghetto in Trochenbrod. Die Bewohner des Ghettos wurden im August und September 1942 ermordet. Nur ca. 200 Juden konnten mit Hilfe von Partisanen aus dem benachbarten ukrainischen Dorf Klubotschyn überleben. Für diese Hilfe wurden von den Einheiten der Ordnungspolizei 137 Bewohner von Klubotschyn und 50 Bewohner des benachbarten polnischen Dorfes Obirky hingerichtet. Trochenbrod selbst wurde völlig zerstört. Heute kann man an dieser Stelle nur noch Felder und einen Wald vorfinden.

## Trochenbrod in Literatur und Film
2002 erschien eine fiktionale Version des Ortes Trachimbrod in Jonathan Safran Foers Debütroman Everything Is Illuminated. Die deutsche Übersetzung folgte im Frühjahr 2003 unter dem Titel Alles ist erleuchtet.
2005 drehte Liev Schreiber den auf Foers Buch basierenden Film Alles ist erleuchtet.
Im November 2020 schrieb Cornelia Geißler in der Frankfurter Rundschau: „Hat es das schon einmal gegeben? Ein junger Autor sorgt mit einem Roman über die Lücken in seiner Familiengeschichte für Furore, und dann kommt seine Mutter und recherchiert alles nach? So ungefähr hängen zwei Bücher von Jonathan und Esther Safran Foer zusammen. Ohne das eine würde es das andere nicht geben. Und vermutlich wäre Jonathan Safran Foer nicht der berühmte Schriftsteller geworden, der er heute ist […], hätte er nicht als Erstes das Rätsel zu ergründen versucht, das seine Mutter ihm aufgab. Ursprünglich suchte er ein Thema für seine Masterarbeit, dann wurde es ein Roman.“ Der fand nun seine Ergänzung in dem Buch seiner Mutter: Ihr sollt wissen, dass wir noch da sind. Nach Geißler handelt es sich bei Esther Safran Foers Buch um eine faktenreiche Recherche über die eigene Familiengeschichte und die Geschichte der Juden von Trochenbrod, „klug gebaut und klar formuliert“, wobei aufgrund der subjektiven Deutung dieser Fakten „auch dieses Memoir ein literarisches Werk“ sei.